# Bojan Neziri
Bojan Neziri (in serbo Бојан Незири?; Šabac, 26 febbraio 1982) è un ex calciatore serbo, di ruolo difensore.

## Carriera

### Club
Di famiglia albanese del Kosovo, debutta da professionista nel 1998 nel Mačva Šabac, dove resta due stagioni, prima di trasferirsi al Vojvodina Novi Sad dove rimane fino alla stagione 2002-2003.
Nell'estate del 2003 si trasferisce in Ucraina al Metalurh Donetsk, dove non convince del tutto, tanto da passare in prestito al Wolfsburg nella stagione 2005-2006, al termine della quale ritorna al Metalurh Donetsk.

### Nazionale
Ha partecipato, nel 2004, ai Campionati Europei Under-21 2004, con la Nazionale di calcio della Serbia e Montenegro Under-21, arrivando in finale, ma perdendo contro l'Italia. Ha fatto parte della spedizione serbo-montenegrina all'Olimpiade di Atene 2004.

## Statistiche

### Cronologia presenze e reti in nazionale
| Cronologia completa delle presenze e delle reti in nazionale ― Serbia e Montenegro | Cronologia completa delle presenze e delle reti in nazionale ― Serbia e Montenegro | Cronologia completa delle presenze e delle reti in nazionale ― Serbia e Montenegro | Cronologia completa delle presenze e delle reti in nazionale ― Serbia e Montenegro | Cronologia completa delle presenze e delle reti in nazionale ― Serbia e Montenegro | Cronologia completa delle presenze e delle reti in nazionale ― Serbia e Montenegro | Cronologia completa delle presenze e delle reti in nazionale ― Serbia e Montenegro | Cronologia completa delle presenze e delle reti in nazionale ― Serbia e Montenegro |
| Data                                                                               | Città                                                                              | In casa                                                                            | Risultato                                                                          | Ospiti                                                                             | Competizione                                                                       | Reti                                                                               | Note                                                                               |
| ---------------------------------------------------------------------------------- | ---------------------------------------------------------------------------------- | ---------------------------------------------------------------------------------- | ---------------------------------------------------------------------------------- | ---------------------------------------------------------------------------------- | ---------------------------------------------------------------------------------- | ---------------------------------------------------------------------------------- | ---------------------------------------------------------------------------------- |
| 11-7-2004                                                                          | Fukuoka                                                                            | Serbia e Montenegro                                                                | 2 – 0                                                                              | Slovacchia                                                                         | Kirin Cup                                                                          | -                                                                                  | 46’                                                                                |
| 13-7-2004                                                                          | Yokohama                                                                           | Giappone                                                                           | 1 – 0                                                                              | Serbia e Montenegro                                                                | Kirin Cup                                                                          | -                                                                                  | 85’                                                                                |
| 16-11-2005                                                                         | Seul                                                                               | Corea del Sud                                                                      | 0 – 2                                                                              | Serbia e Montenegro                                                                | Amichevole                                                                         | -                                                                                  | 46’                                                                                |
| Totale                                                                             |                                                                                    | Presenze                                                                           | 3                                                                                  |                                                                                    | Reti                                                                               | 0                                                                                  |                                                                                    |